# Rio São Pedro (vattendrag i Brasilien, Rio de Janeiro, lat -22,67, long -43,63)
Rio São Pedro är ett vattendrag i Brasilien.   Det ligger i delstaten Rio de Janeiro, i den sydöstra delen av landet, 900 km sydost om huvudstaden Brasília.
Runt Rio São Pedro är det i huvudsak tätbebyggt. Runt Rio São Pedro är det mycket tätbefolkat, med 1 754 invånare per kvadratkilometer.